# Struiselensis
Struiselensis is een Belgisch bier van spontane gisting.
Het bier wordt gebrouwen door De Struise Brouwers, Oostvleteren bij Brouwerij Deca te Woesten. Het is een blond bier met een alcoholpercentage van 6%, gebrouwen volgens de lambiekmethode, vergist op Brettanomyces Bruxellensis en Pediococus Cerivisae, twee natuurlijke gisten.